# 페니킬리움 카멤베르티
페니킬리움 카멤베르티(학명: Penicillium camemberti)는 푸른곰팡이속에 속하는 균류이다. 페니킬리움 카멤베르티는 까망베르 치즈나 브리 치즈등을 만드는데 사용되며, 치즈 겉 표면에 단단하면서 하얀 균류 표층을 만들며, 이는 치즈에 독특한 향을 부여한다.
페니킬리움 카멤베르티를 포함한 연성 치즈를 만들때, 몰드에 넣기전에 넣을수도 있으며, 아님 치즈 몰드를 제거하고 난후에 추가해도 상관은 없다. 페니킬리움 카멤베르티는 부드럽고 버터스러운 감촉을 까망베르 치즈나 브리 치즈에 주지만, 너무 과할 경우 쓴 맛을 주기도 한다.
또한 최근 중합효소 연쇄 반응 기술을 이용하여, 치즈 제조업체측에서는 페니킬리움 카멤베르티 균사체의 성장을 관찰하고 제어할 수 있게 되었다. 이 균사체의 성장을 제어하는 것은 까망베티의 독성을 안전한 수준에서 유지시킬수 있기 때문에 매우 중요하다.

## 역사
페니킬리움 카멤베르티는 찰스 톰(Charles Thom) 박사가 1906년 처음 기술하였다. 페니킬리움 카멤베르티는 인공적인 상황에서 왕성하고 밀집하게 성장하였으며, 효소 균사체와 더불어 이미 치즈를 만드는데 이용되고 있었기 때문에 좋은 실험 소재가 되었다. 페니킬리움 카멤베르티는 치즈 산업에서 중요한 요소로 자리내김 되었다.
푸른곰팡이는 24개의 고립된 푸른곰팡이 군집이 있어, 분류학적으로 혼돈을 초래한다. 그러나, 이런 군집은 항원쪽에서만 관계가 있지 다른 미세구조나, 성장률, 독소 생산, 그리고 물에서 자라는것과 더불어 낮은 온도에서의 반응은 유사하다. 이 24개의 고립된 군집들이 9개의 종단위로 재 분할 된다. 이는 페니실리움 코뮨(Penicillium commune)이 자연계에서 발생하는 야생형 또는 페니킬리움 카멤베르티의 조상임을 알려준다. 그리고 2014년 페니킬리움 카멤베르티의 전체 염기 서열이 발표되게 된다.

## 독성
균사체로서, 페니킬리움 카멤베르티는 균독소인 cyclopiazonic acid를 생산한다. 독소는 곰팡이의 내부보단 바깥에 위치하고 있으며, 4 마이크로그램 이내의 Cyclopiazonic acid를 섭취하게 된다. 그렇지만, 페니킬리움 카멤베르티가 내뿜는 독소의 생산이 자연적이고 필수적이지만, 소비자들의 건강엔 좋지 않기 때문에 보다 약한 균주를 사용해야 되는 것은 맞다.

## 같이 보기
- 푸른곰팡이